# CF União de Coimbra
Clube União 1919 je portugalský fotbalový klub z města Coimbra v regionu Centro. Byl založen v roce 1919, své domácí zápasy hraje na Estádio Municipal Sérgio Conceição s kapacitou 2 500 míst.
Klubové barvy jsou modrá a červená.

## Úspěchy
Národní
- 1× vítěz Terceira Divisão - Série C (4. liga) (1992/93)[1]